# (4785) Petrov
(4785) Petrov – planetoida z pasa głównego asteroid okrążająca Słońce w ciągu 4,35 lat w średniej odległości 2,66 j.a. Odkryła ją Ludmiła Karaczkina 17 grudnia 1984 roku w Krymskim Obserwatorium Astrofizycznym w Naucznym. Nazwa planetoidy pochodzi od Andrieja Pietrowa (1930–2006) – rosyjskiego kompozytora.